# De 25
De 25 is een overzichtsprogramma van de Nederlandse televisiezender SBS6. Het programma werd in 2004 en 2005 gepresenteerd door Quinty Trustfull, gevolgd door Ellemieke Vermolen die het programma presenteerde tot 2011. Vivian Reijs werd in 2011 aangetrokken als nieuwe presentatrice van het programma. In het verleden hebben Viktor Brand en Sjimmy Bruijninckx het programma gepresenteerd als invaller. Op Oudejaarsavond 2014 presenteerde Henny Huisman een jaaroverzicht met de 25 meest hilarische tv-momenten. In 2015 kwam het programma terug op de buis met Airen Mylene.
In elke aflevering wordt een thema gekozen, waarna rondom dit thema 25 filmpjes worden getoond. Voorbeelden hiervan zijn:
- De 25 meest opmerkelijke dikkerds
- De 25 meest hilarische imitaties
- De 25 meest hilarische tv-momenten
- De 25 meest hilarische verborgencameramomenten
- De 25 meest schokkende tv-momenten
- De 25 grootste waaghalzen
- De 25 meest bizarre beroepen
- De 25 meest grappige tv-duo's
- De 25 Meest spraakmakende onthullingen
- De 25 meest spraakmakende miljonairs
- De 25 meest sexy tv-momenten
- De 25 leukste reclamespotjes
- De 25 meest opmerkelijke tv-ruzies
- De 25 leukste mannen van Nederland